# Oszkár Vilezsál
Oszkár Vilezsál (Salgótarján, 17 settembre 1930 – Göd, 20 luglio 1980) è stato un allenatore di calcio e calciatore ungherese, di ruolo centrocampista.

## Calciatore

### Club
Vilezsál giocò con il Salgótarján nella massima serie magiara dal 1948 al 1954.
Nel 1954 viene ingaggiato dal Ferencváros. Con il club capitolino giocò sino al 1965 ottenendo numerosi successi tra cui due campionati (1963 e 1964), una Coppa d'Ungheria (1958) e la Coppa delle Fiere 1964-1965.
Nelle competizioni continentali, oltre alla già citata Coppa delle Fiere, nel 1960 Vilezsál gioca nel turno preliminare della Coppa delle Coppe 1960-1961, venendo eliminato dai futuri finalisti del Rangers, e tre anni dopo viene eliminato con i suoi ai sedicesimi di finale della Coppa dei Campioni 1963-1964 dai turchi del Galatasaray.

### Nazionale
Vilezsál nel 1960 partecipa con la nazionale olimpica al torneo olimpico di calcio di Roma, ottenendo il terzo posto finale, battendo i padroni di casa dell'Italia.

#### Cronologia presenze e reti nella Nazionale Olimpica
| Cronologia completa delle presenze e delle reti in nazionale ― Ungheria Olimpica | Cronologia completa delle presenze e delle reti in nazionale ― Ungheria Olimpica | Cronologia completa delle presenze e delle reti in nazionale ― Ungheria Olimpica | Cronologia completa delle presenze e delle reti in nazionale ― Ungheria Olimpica | Cronologia completa delle presenze e delle reti in nazionale ― Ungheria Olimpica | Cronologia completa delle presenze e delle reti in nazionale ― Ungheria Olimpica | Cronologia completa delle presenze e delle reti in nazionale ― Ungheria Olimpica | Cronologia completa delle presenze e delle reti in nazionale ― Ungheria Olimpica |
| Data                                                                             | Città                                                                            | In casa                                                                          | Risultato                                                                        | Ospiti                                                                           | Competizione                                                                     | Reti                                                                             | Note                                                                             |
| -------------------------------------------------------------------------------- | -------------------------------------------------------------------------------- | -------------------------------------------------------------------------------- | -------------------------------------------------------------------------------- | -------------------------------------------------------------------------------- | -------------------------------------------------------------------------------- | -------------------------------------------------------------------------------- | -------------------------------------------------------------------------------- |
| 26-8-1960                                                                        | L'Aquila                                                                         | Ungheria olimpica                                                                | 2 – 1                                                                            | India olimpica                                                                   | Olimpiadi 1960                                                                   | -                                                                                |                                                                                  |
| 6-9-1960                                                                         | Roma                                                                             | Danimarca olimpica                                                               | 2 – 0                                                                            | Ungheria olimpica                                                                | Olimpiadi 1960                                                                   | -                                                                                |                                                                                  |
| Totale                                                                           |                                                                                  | Presenze                                                                         | 2                                                                                |                                                                                  | Reti                                                                             | 0                                                                                |                                                                                  |

## Allenatore
Nella stagione 1965 guida il Ferencváros alla conquista del secondo posto in campionato.

## Palmarès

### Club

#### Competizioni nazionali
- Campionato ungherese: 2

Ferencváros: 1962-1963, 1964
- Coppa d'Ungheria: 1

Ferencváros: 1958

#### Competizioni internazionali
- Coppa delle Fiere: 1

Ferencváros: 1965

### Nazionale
- Bronzo olimpico: 1

Roma 1960